# Campionato portoghese di hockey su pista
Il campionato portoghese di hockey su pista è posto sotto l'egida della Federaçao Portuguesa de Patinagem (FPP) e si suddivide in varie categorie legate tra loro in modo gerarchico. La massima divisione in Portogallo è la 1ª Divisão che comprende 14 squadre.

## Struttura

### 1ª Divisão
La 1ª Divisão è il massimo livello del campionato portoghese di hockey su pista. Il torneo viene disputato tra quattordici squadre con la formula del girone unico all'italiana. Al termine della stagione secondo il piazzamento finale in classifica si hanno i seguenti verdetti:
- 1ª classificata: campione del Portogallo;
- dalla 12ª alla 14ª classificata: sono retrocesse nella stagione successiva in 2ª Divisão.

### 2ª Divisão
La 2ª Divisão è il torneo di secondo livello del campionato portoghese di hockey su pista. Il torneo viene disputato tra ventotto squadre divise in due gironi (Nord e Sud) da quattordici club ciascuno. Ogni gruppo viene giocato con la formula del girone unico all'italiana. Al termine della stagione secondo il piazzamento finale in classifica si hanno i seguenti verdetti:
- 1ª classificata: promossa in 1ª Divisão nella stagione successiva;
- 2ª classificata: play off promozione;
- dalla 12ª alla 14ª classificata: sono retrocesse nella stagione successiva in 3ª Divisão.

### 3ª Divisão
La 3ª Divisão è il torneo di terzo livello del campionato portoghese di hockey su pista. È diviso in tre gironi (nord, centro e sud). Le squadre vincenti sono promesse in 2ª Divisão nella stagione successiva.

## Piramide attuale
| Livello | Livello | Serie                                                         | Serie                                                         | Serie                                                         | Serie                                                         | Serie                                                         | Serie                                                         | Serie                                                          | Serie                                                          | Serie                                                          | Serie                                                          | Serie                                                          | Serie                                                          | Serie                                                       | Serie                                                       | Serie                                                       | Serie                                                       | Serie                                                       | Serie                                                       |
| ------- | ------- | ------------------------------------------------------------- | ------------------------------------------------------------- | ------------------------------------------------------------- | ------------------------------------------------------------- | ------------------------------------------------------------- | ------------------------------------------------------------- | -------------------------------------------------------------- | -------------------------------------------------------------- | -------------------------------------------------------------- | -------------------------------------------------------------- | -------------------------------------------------------------- | -------------------------------------------------------------- | ----------------------------------------------------------- | ----------------------------------------------------------- | ----------------------------------------------------------- | ----------------------------------------------------------- | ----------------------------------------------------------- | ----------------------------------------------------------- |
| 1       | 1       | Federaçao Portuguesa de Patinagem 1ª Divisão 14 squadre       | Federaçao Portuguesa de Patinagem 1ª Divisão 14 squadre       | Federaçao Portuguesa de Patinagem 1ª Divisão 14 squadre       | Federaçao Portuguesa de Patinagem 1ª Divisão 14 squadre       | Federaçao Portuguesa de Patinagem 1ª Divisão 14 squadre       | Federaçao Portuguesa de Patinagem 1ª Divisão 14 squadre       | Federaçao Portuguesa de Patinagem 1ª Divisão 14 squadre        | Federaçao Portuguesa de Patinagem 1ª Divisão 14 squadre        | Federaçao Portuguesa de Patinagem 1ª Divisão 14 squadre        | Federaçao Portuguesa de Patinagem 1ª Divisão 14 squadre        | Federaçao Portuguesa de Patinagem 1ª Divisão 14 squadre        | Federaçao Portuguesa de Patinagem 1ª Divisão 14 squadre        | Federaçao Portuguesa de Patinagem 1ª Divisão 14 squadre     | Federaçao Portuguesa de Patinagem 1ª Divisão 14 squadre     | Federaçao Portuguesa de Patinagem 1ª Divisão 14 squadre     | Federaçao Portuguesa de Patinagem 1ª Divisão 14 squadre     | Federaçao Portuguesa de Patinagem 1ª Divisão 14 squadre     | Federaçao Portuguesa de Patinagem 1ª Divisão 14 squadre     |
| 2       | 2       | Federaçao Portuguesa de Patinagem 2ª Divisão Norte 14 squadre | Federaçao Portuguesa de Patinagem 2ª Divisão Norte 14 squadre | Federaçao Portuguesa de Patinagem 2ª Divisão Norte 14 squadre | Federaçao Portuguesa de Patinagem 2ª Divisão Norte 14 squadre | Federaçao Portuguesa de Patinagem 2ª Divisão Norte 14 squadre | Federaçao Portuguesa de Patinagem 2ª Divisão Norte 14 squadre | Federaçao Portuguesa de Patinagem 2ª Divisão Norte 14 squadre  | Federaçao Portuguesa de Patinagem 2ª Divisão Norte 14 squadre  | Federaçao Portuguesa de Patinagem 2ª Divisão Norte 14 squadre  | Federaçao Portuguesa de Patinagem 2ª Divisão Sul 14 squadre    | Federaçao Portuguesa de Patinagem 2ª Divisão Sul 14 squadre    | Federaçao Portuguesa de Patinagem 2ª Divisão Sul 14 squadre    | Federaçao Portuguesa de Patinagem 2ª Divisão Sul 14 squadre | Federaçao Portuguesa de Patinagem 2ª Divisão Sul 14 squadre | Federaçao Portuguesa de Patinagem 2ª Divisão Sul 14 squadre | Federaçao Portuguesa de Patinagem 2ª Divisão Sul 14 squadre | Federaçao Portuguesa de Patinagem 2ª Divisão Sul 14 squadre | Federaçao Portuguesa de Patinagem 2ª Divisão Sul 14 squadre |
| 3       | 3       | Federaçao Portuguesa de Patinagem 3ª Divisão Norte 13 squadre | Federaçao Portuguesa de Patinagem 3ª Divisão Norte 13 squadre | Federaçao Portuguesa de Patinagem 3ª Divisão Norte 13 squadre | Federaçao Portuguesa de Patinagem 3ª Divisão Norte 13 squadre | Federaçao Portuguesa de Patinagem 3ª Divisão Norte 13 squadre | Federaçao Portuguesa de Patinagem 3ª Divisão Norte 13 squadre | Federaçao Portuguesa de Patinagem 3ª Divisão Centro 13 squadre | Federaçao Portuguesa de Patinagem 3ª Divisão Centro 13 squadre | Federaçao Portuguesa de Patinagem 3ª Divisão Centro 13 squadre | Federaçao Portuguesa de Patinagem 3ª Divisão Centro 13 squadre | Federaçao Portuguesa de Patinagem 3ª Divisão Centro 13 squadre | Federaçao Portuguesa de Patinagem 3ª Divisão Centro 13 squadre | Federaçao Portuguesa de Patinagem 3ª Divisão Sul 14 squadre | Federaçao Portuguesa de Patinagem 3ª Divisão Sul 14 squadre | Federaçao Portuguesa de Patinagem 3ª Divisão Sul 14 squadre | Federaçao Portuguesa de Patinagem 3ª Divisão Sul 14 squadre | Federaçao Portuguesa de Patinagem 3ª Divisão Sul 14 squadre | Federaçao Portuguesa de Patinagem 3ª Divisão Sul 14 squadre |